# Escudo de Croacia
El escudo de Croacia (en croata: Grb Republike Hrvatske) está formado por un escudo principal y cinco escudos más pequeños que forman una corona sobre el escudo principal. El escudo principal es un tablero de ajedrez (chequy) que consta de 13 campos rojos y 12 blancos. También se lo conoce informalmente en croata como šahovnica ("tablero de ajedrez", de šah, "ajedrez"). Los cinco escudos más pequeños representan cinco regiones históricas diferentes dentro de Croacia. 

## Descripción oficial
El šahovnica descrito en una ley aprobada el 22 de diciembre de 1990. La ley recogió una propuesta presentada por una comisión presidida por Nikša Stančić, jefe del Departamento de Historia de Croacia en la Facultad de Filosofía y Letras de la Universidad de Zagreb que a su vez había encargado el diseño del escudo a Miroslav Šutej, un diseñador gráfico. 
El escudo está compuesto por un blasón ajedrezado o jaquelado de gules y plata; de veinticinco órdenes (cuadrados), cinco órdenes en horizontal y el mismo número en vertical (šahovnica). Al timbre, una corona compuesta por cinco escudos estilizados, con sus puntas hacia el jefe, en los que aparecen las armas de las regiones históricas de las que se ha originado Croacia:
- El primer escudo es un campo de azur con un creciente de plata, surmontado en el jefe por una estrella de seis puntas de oro que son las armas viejas de Zagreb y de la Croacia central.
- El segundo blasón es un campo de azur con dos fajas horizontales de gules, símbolo de la antigua República de Ragusa.
- El tercero representa el reino de Dalmacia.
- En el cuarto escudo aparece, en un campo de azur, una cabra de oro con cuernos y zuecos de gules que es el blasón de Istria.
- En el último escudo, un campo de azur, una faja de gules bordeada de plata y cargada con una marta pasante de sable con vientre de plata, surmontada en el jefe por una estrella de seis puntas de oro que son las armas de Eslavonia.

## Historia
Está atestiguado por primera vez como símbolo oficial del Reino de Croacia en una torre de Innsbruck que representa el emblema de Maximiliano I, archiduque de Austria en 1495.
Tradicionalmente se ha conjeturado que los colores representaban originalmente a Croacia Roja y Croacia Blanca, pero no hay evidencia histórica que respalde esto.
Hacia finales de la Edad Media se hizo la distinción entre los tres territorios de la corona (Croacia propia, Dalmacia y Eslavonia). El šahovnica se utilizó como escudo de armas de Croacia propiamente dicha y, junto con los escudos de Eslavonia y Dalmacia, se utilizó a menudo para representar a toda Croacia en Austria-Hungría. Se utilizó como escudo de armas no oficial del Reino de Croacia, adoptado en 1848, y como escudo de armas oficial del Reino de Croacia-Eslavonia posterior a 1868 (ambos conocidos extraoficialmente como Reino Trino). Los dos son iguales, excepto por la posición del escudo de armas del šahovnica y el de Dalmacia, que están invertidos y se utilizan diferentes coronas sobre el escudo; en el último caso se empleó la corona de san Esteban (asociada a los reyes húngaros).
A finales del siglo XIX, el šahovnica pasó a ser considerada un símbolo generalmente reconocido por los croatas y Croacia y, en 1919, se incluyó en el escudo de armas del Reino de los Serbios, Croatas y Eslovenos (más tarde, el Reino de Yugoslavia) para representar a los croatas. Cuando se formó la Banovina de Croacia, el šahovnica (en gules y plata) se mantuvo como símbolo oficial.
El régimen Ustacha que gobernó Croacia durante la Segunda Guerra Mundial superpuso su símbolo ideológico, la letra "U" encima o alrededor del šahovnica (el cuadrado blanco superior izquierdo) como símbolo nacional oficial durante su gobierno.
Después de la Segunda Guerra Mundial, la nueva República Socialista de Croacia pasó a formar parte de la República Federal Popular de Yugoslavia. El šahovnica se incluyó en el nuevo escudo de armas socialista. Fue diseñada según la tradición socialista, incluyendo símbolos como el trigo para los campesinos y un yunque para los trabajadores, así como un sol naciente para simbolizar un nuevo amanecer y una estrella roja para el comunismo.
Durante el cambio a elecciones multipartidistas en Croacia (como parte del colapso del régimen comunista en Europa Oriental a fines de la década de 1980), y antes del establecimiento del diseño actual, el šahovnica, despojándose de los símbolos comunistas que eran el sello distintivo de Croacia en la RFSY, reapareció como un símbolo independiente tanto en la variante "cuadrado superior izquierdo rojo" como en la variante "cuadrado superior izquierdo blanco". La elección de "cuadrado superior izquierdo rojo" o "cuadrado superior izquierdo blanco" a menudo estaba dictada por leyes heráldicas y requisitos estéticos.
La variante blanca del primer campo fue adoptada por la República de Croacia y utilizada brevemente en 1990. Según los cambios constitucionales que entraron en vigor el 26 de junio de 1990, la estrella roja de la bandera de la República Socialista de Croacia debía ser reemplazada por el "escudo de armas histórico croata con 25 campos rojos y blancos", sin especificar el orden de los campos. La variante blanca del primer campo se utilizó en la ceremonia oficial de izamiento de la bandera el 25 de julio y luego se usó ocasionalmente a la par con la variante roja del primer campo hasta el 21 de diciembre de 1990, cuando se adoptó oficialmente el escudo de armas actual. 

## Escudos históricos
| |
| Escudo de Croacia bajo los Habsburgo, Habitualmente este blasón aparecía junto al de Eslavonia (hasta 1868) |

|                                                                                |
| Escudo de Croacia bajo los Habsburgo, con la Corona de San Esteban (1868-1918) |

|                                                                        |
| Escudo de la Banovina de Croacia en el Reino de Yugoslavia (1939-1941) |

|                                                                 |
| Escudo de armas del Estado Independiente de Croacia (1941-1945) |

|                                                          |
| Escudo de la República Socialista de Croacia (1945-1991) |

|                                                            |
| Escudo de la República Croata de Herzeg-Bosnia (1992-1996) |

### Presencia en otros escudos
|                                                                         |
| Escudo de armas de las Tierras de la Corona de San Esteban (1867-1918). |

|                                                                                                 |
| Composición heráldica con los escudos del Imperio austríaco y del Reino de Hungría (1915-1918). |

|                                                      |
| Escudo de armas del Reino de Yugoslavia (1918-1941). |